# 約翰·盧特

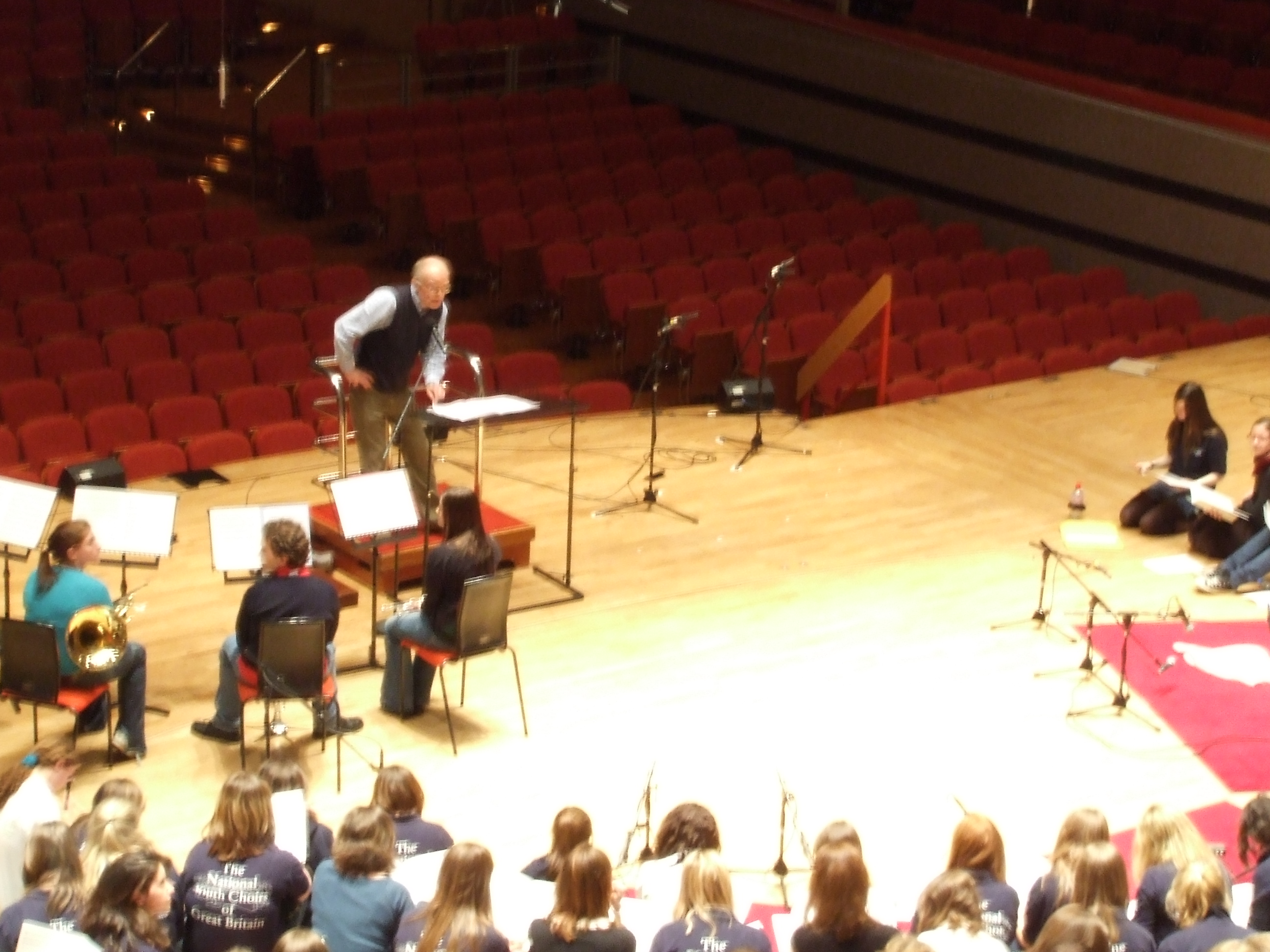
約翰·盧特

約翰·米爾福德·盧特爵士，CBE（英語：Sir John Milford Rutter，1945年9月24日—），英國作曲家及合唱指揮，擅長處理大型聖樂合唱作品，曾編寫多首聖樂作品，包括《榮耀頌》(Gloria)、《安魂曲》(Requiem)、《大地好風光》(For the Beauty of the Earth)、《一切美麗光明物》(All Things Bright and Beautiful)等。
盧特於劍橋大學克萊爾學院進修音樂，並於1975至1979年期間於該學院任職管風琴學者及音樂主任。他於1981年成立劍橋合唱團，於其中擔任指揮，並以他旗下的Collegium Records名義製作多首聖樂作品錄音。盧特現居英國劍橋，並經常與各地不同合唱團及交響樂團合作。
盧特的創作多屬合唱類型，其中包括有讚美詩、聖誕歌及教會禮儀用詩歌。除此以外，他亦有創作非宗教性質的詩歌。盧特亦擅長編曲，以懷古的手法融入音樂中，他的聖樂作品令人感到平靜、莊嚴，卻又不會流於陳舊、過時；他亦曾改編多首美國黑人靈歌，以不同的元素融入作品中，不斷擴展聖樂合唱的領域，令他成為二十世紀眾多音樂家中，在聖樂合唱方面較受重視的一位。
2022年，萊特為表達對俄羅斯入侵烏克蘭的感受，他只花了一天的時間，便完成了無伴奏作品《烏克蘭禱文》（A Ukrainian Prayer），並在極短時間內於個人社交媒體上召集了三百名的合唱團成員，3月15日於倫敦錄製影片，並發放至萊特的個人YouTube網頁。

## 作品
盧特作品眾多，除個人創作外，他亦經常與合唱團演繹不同作品，並以他旗下的Collegium公司發行，以下列出盧特曾發行的作品光碟名稱及其中的代表作：
- Gloria, the Sacred Music of John Rutter
  - Gloria：《榮耀頌》，由三個樂章組成的聖樂作品
  - All Things Bright and Beautiful：《一切美麗光明物》
  - A Gaelic Blessing：《蓋爾人的祝禱文》
  - For the Beauty of the Earth：《大地好風光》
  - The Lord Bless You and Keep You：《願主賜福保護你》
- Mass of the Children
  - Look at the World：《觀看宇宙》，其中香港有由已故的劉永生醫生曾將其翻譯的廣東話版本。
  - To Everything There is a Season
  - Wings of the Morning
- A Banquet of Voices, Music for Multiple Choirs
  - Gregorio Allegri's Miserere mei, Deus：阿雷格里的《主，請垂憐我》
  - Antonio Caldara's Crucifixus
- Feel the Spirit and Birthday Madrigals
  - Joshua Fit the Battle of Jericho
  - When the Saints Go Marching in（英语：When the Saints Go Marching in）《聖者的行進》
  - Lord of the Dance
- Requiem《安魂曲》
  - Pie Jesu：《我主耶穌》，《安魂曲》第三樂章
  - 《耶和華是我的牧者》（The Lord Is My Shepherd）：《安魂曲》第六樂章，選自《聖經》詩篇第23篇，早於1978年獨立出版，亦是1993年出版的合唱組曲《詩篇禮讚》（Psalmfest）中的第四樂章
- Magnificat《尊主頌》
- Fancies
- Carols for Choirs《為合唱團的聖誕歌曲》

## 外部連結
- 官方网站
- Rutter at the Oxford University Press website
- Collegium Records